# Округ Брукингс (Јужна Дакота)
Брукингс (енгл. Brookings County) је округ у америчкој савезној држави Јужна Дакота.

## Демографија
По попису из 2010. године број становника је 31.965, што је 3.745 (13,3%) становника више него 2000. године.
| Група             | 2000.          | 2010.          |
| Белци             | 27.062 (95,9%) | 29.513 (92,3%) |
| Афроамериканци    | 87 (0,3%)      | 254 (0,8%)     |
| Азијати           | 377 (1,3%)     | 869 (2,7%)     |
| Хиспаноамериканци | 247 (0,9%)     | 636 (2,0%)     |
| Укупно            | 28.220         | 31.965         |